# Rudolf Schardt
Rudolf Schardt (* 5. September 1927 in Kitzingen; † 15. Oktober 2019 ebenda) war ein deutscher Kommunalpolitiker (SPD). Schardt war von 1967 bis 1991 Oberbürgermeister der Stadt Kitzingen.

## Leben
Rudolf Schardt wurde am 5. September 1927 in Kitzingen geboren. Zunächst besuchte er die Volksschule in Würzburg, wurde im letzten Kriegsjahr als Luftwaffenhelfer herangezogen. 1947 machte Schardt sein Abitur an der Würzburger Oberrealschule und begann kurz darauf ein Studium der Rechtswissenschaften, vielleicht an der Julius-Maximilians-Universität Würzburg. Er begann seine Karriere als Rechtsassessor 1958 in Kitzingen und wurde bereits 1962 Mitglied des Bezirkstags Unterfranken. Schardt war schon 1957 in die SPD eingetreten. 
Im Jahr 1967 gewann Schardt die Oberbürgermeisterwahl mit 61,41 Prozent gegen seinen Herausforderer Walter Kießling von der CSU. In Schardts Amtszeit fällt unter anderem die kommunale Neuordnung Bayerns, während der Kitzingen seinen Status als kreisfreie Stadt verlor. Schardt setzte sich für eine verkehrliche Entlastung des Kitzinger Stadtzentrums ein. So entstanden die beiden Tangenten und die Ortsumgehung Etwashausen während seiner Zeit als Oberbürgermeister. Schardt initiierte mehrere Städtepartnerschaften und die Umgestaltung der ehemaligen Synagoge zu einem Kulturzentrum.
Daneben saß Schardt von 1966 bis 1967 sowie von 1972 bis 2008 im Kreistag des Landkreises Kitzingen. Als Kreisrat war Schardt insbesondere in der Schulpolitik tätig. Nach seiner Zeit als Oberbürgermeister übernahm Schardt im Förderverein des Kreiskrankenhauses Verantwortung. Mit 80 Jahren stieg der ehemalige Oberbürgermeister aus der aktiven Politik aus. 
Rudolf Schardt verstarb am 15. Oktober 2019 mit 92 Jahren in Kitzingen. Er erhielt ein Ehrengrab auf dem Alten Friedhof im Kitzinger Stadtkern.

## Ehrungen
- Bundesverdienstkreuz 1. Klasse
- Kommunale Verdienstmedaille in Silber
- Ehrenring des Landkreises Kitzingen
- Commanders Award for public service der US-Armee
- Ehrenbürger von Kitzingen und Montevarchi, Toskana[2]
- Altbürgermeister Kitzingens[3]